# Gryzławki
Gryzławki (deutsch Grieslack) ist ein Ort in der polnischen Woiwodschaft Ermland-Masuren und gehört zur Landgemeinde Kętrzyn (Rastenburg) im Powiat Kętrzyński (Kreis Rastenburg).

## Geographische Lage
Gryzławki liegt im nördlichen Osten der Woiwodschaft Ermland-Masuren, 20 Kilometer südwestlich der ehemaligen Kreisstadt Angerburg (polnisch Węgorzewo) und acht Kilometer nordöstlich der heutigen Kreismetropole Kętrzyn (Rastenburg).

## Geschichte
Der kleine Ort Griselauken bestand schon vor der Ordenszeit, denn in einer Handfeste von 1441 steht, dass Kontzen Stange das Dorf Griselauken mit 15 Hufen an den Orden abtrat. Der Ordenshochmeister Johann von Tiefen verschrieb das Scharwerkdorf dann 1496 mit 14 Hufen als Gut dem Hospital in Rastenburg (polnisch Kętrzyn) zur Nutznießung. Im Jahre 1574 waren in Grieslack vier Bauern, ein Gärtner und ein Hirt ansässig, 1818 wird es als adliges Dorf mit 11 Feuerstellen und 72 Einwohnern genannt. Ein paar große und kleine Höfe prägten das Bild des Ortes noch bis 1945.
Im Jahre 1874 wurde Grieslack in den neu errichteten Amtsbezirk Rosengarten eingegliedert, der zum Kreis Angerburg im Regierungsbezirk Gumbinnen der preußischen Provinz Ostpreußen gehörte. 86 Einwohner waren im Jahre 1910 in Grieslack registriert.
Am 30. September 1928 gab Grieslack seine Eigenständigkeit auf und bildete mit der Landgemeinde und dem Gutsbezirk Masehnen die neue Landgemeinde Masehnen (polnisch Mażany).
In Kriegsfolge kam Grieslack 1945 mit dem gesamten Ostpreußen zu Polen und erhielt die polnische Namensform „Gryzławki“. Heute ist das kleine Dorf in das Schulzenamt (polnisch sołectwo) Mażany einbezogen und bildet eine Ortschaft im Verbund der Gmina Kętrzyn (Landgemeinde Rastenburg) im Powiat Kętrzyński (Kreis Rastenburg), vor 1998 der Woiwodschaft Olsztyn (Allenstein), seither der Woiwodschaft Ermland-Masuren zugehörig.

## Religionen
Vor 1945 war Grieslack in die evangelische Kirche Rosengarten in der Kirchenprovinz Ostpreußen der Kirche der Altpreußischen Union und in die katholische Kirche St. Katharina in Rastenburg im Bistum Ermland eingepfarrt. Noch heute gehört Gryzławki zur katholischen Pfarrei in Kętrzyn, jetzt aber auch zur evangelischen Kirchengemeinde der Kreisstadt, die ein Teil der Diözese Masuren der Evangelisch-Augsburgischen Kirche in Polen ist.

## Verkehr
Gryzławki liegt südlich einer Verbindungsstraße, die von Nowa Różanka (Neu Rosenthal) nach Dłużec (Langbrück) und weiter bis nach Radzieje (Rosengarten) führt. Eine Bahnanbindung besteht nicht.